# Championnat de Côte d'Ivoire de football 2010
Navigation
2009 2011
Le Championnat de Côte d'Ivoire de football 2010 est la 52e édition du Championnat de Côte d'Ivoire de football. La ligue oppose les quatorze meilleurs clubs ivoiriens en un tournoi aller-retour hebdomadaire au sein d'une poule unique.
La MTN Ligue 1 bénéficie d'une assez bonne médiatisation étant diffusée sur RTI Première et RTI Sport TV disponibles dans toute l'Afrique de l'Ouest et en Europe. Le football national ivoirien 2010 fait également le tour de la planète grâce à Internet et aux résumés des journées sportives dans l'émission « Afrogoal » sur TPS Foot et Direct 8, et dans d'autres émissions télévisées relatives au football africain.
L'ASEC Mimosas, tenant du titre, conserve le trophée et remporte ainsi le 24e titre de champion de Côte d'Ivoire de son histoire.

## Les 14 clubs participants
| - ASEC Mimosas - AFAD Djékanou - Promu de Division 2 - Stade d'Abidjan - Issia Wazi - SOA - ASC Ouragahio - Séwé Sports | - Sabé Sports - Denguelé Sports - Hiré FC - Promu de Division 2 - Africa Sports - Stella d'Adjamé - USC Bassam - JC Abidjan |

## Compétition
Le barème utilisé pour le classement est le suivant :
- Victoire : 3 points
- Match nul : 1 point
- Défaite, abandon ou forfait : 0 point

### Classement final
| Rang | Équipe          | Pts | J  | G  | N  | P  | Bp | Bc | Diff |
| ---- | --------------- | --- | -- | -- | -- | -- | -- | -- | ---- |
| 1    | ASEC MimosasT   | 48  | 26 | 13 | 9  | 4  | 41 | 14 | +27  |
| 2    | JC Abidjan      | 41  | 26 | 11 | 8  | 7  | 29 | 20 | +9   |
| 3    | Séwé Sports     | 40  | 26 | 11 | 7  | 8  | 27 | 20 | +7   |
| 4    | SOA             | 39  | 26 | 10 | 9  | 7  | 29 | 24 | +5   |
| 5    | Stella d'Adjamé | 38  | 26 | 10 | 8  | 8  | 26 | 25 | +1   |
| 6    | AFAD DjékanouP  | 36  | 26 | 8  | 12 | 6  | 21 | 18 | +3   |
| 7    | Issia Wazi      | 35  | 26 | 9  | 9  | 8  | 27 | 30 | -3   |
| 8    | Africa SportsC  | 35  | 26 | 9  | 8  | 9  | 16 | 17 | -1   |
| 9    | USC Bassam      | 34  | 26 | 10 | 4  | 12 | 24 | 30 | -6   |
| 10   | Denguelé Sports | 33  | 26 | 9  | 6  | 11 | 28 | 24 | +4   |
| 11   | ASC Ouragahio   | 33  | 26 | 8  | 9  | 9  | 30 | 32 | -2   |
| 12   | Stade d'Abidjan | 32  | 26 | 9  | 5  | 12 | 20 | 32 | -12  |
| 13   | Sabé Sports     | 29  | 26 | 8  | 5  | 13 | 29 | 38 | -9   |
| 14   | Hiré FCP        | 19  | 26 | 4  | 7  | 15 | 26 | 49 | -23  |

|  | Qualifié pour la Ligue des champions de la CAF 2011                                  |
|  | Qualifié pour la Coupe de la confédération 2011                                      |
|  | Relégation en Division 2                                                             |
|  | T: Tenant du titre C: Vainqueur de la Coupe de Côte d'Ivoire P: Promu de MTN Ligue 2 |

## Bilan de la saison
| Championnat de Côte d'Ivoire de football 2010 |                          |
| Champion                                      | ASEC Mimosas (24e titre) |
| Coupes et trophées                            |                          |
| Vainqueur de la Coupe de Côte d'Ivoire 2010   | Africa Sports            |
| Vainqueur Coupe Félix-Houphouët-Boigny        | Non disputée             |
| Qualifications continentales                  |                          |
| Ligue des champions de la CAF 2011            | ASEC Mimosas             |
| Ligue des champions de la CAF 2011            | JC Abidjan               |
| Coupe de la confédération 2011                | Séwé Sports              |
| Coupe de la confédération 2011                | SOA                      |
| Promotions et relégations                     |                          |
| Promus en MTN Ligue 1                         | FC Adzopé                |
| Promus en MTN Ligue 1                         | ASI d'Abengourou         |
| Relégués en MTN Ligue 2                       | Sabé Sports              |
| Relégués en MTN Ligue 2                       | Hiré FC                  |